# Liste des sites et monuments classés de la wilaya de Chlef
Cet article présente une liste des sites et monuments classés de la wilaya de Chlef, en Algérie.

## Liste

### Ténès
| Id     | Identification du bien               | Datation      | Commune | Coordonnées    | Catégorie du classement                     | Mesures et date de protection | Date de publication au Journal Officiel | Illustration    |                       |
| ------ | ------------------------------------ | ------------- | ------- | -------------- | ------------------------------------------- | --- | --------------------------------------- | --------------- | --------------------- |
| 02-003 | Mosquée Sidi Bou Maiza (Vieux Ténès) | Médiévale     | Ténès   | à géolocaliser | Classé                                      | Classé parmi les sites et monuments historiques en date du 09/05/1905, Conformément à l’article 62 de l’ordonnance N° 67-281 du 20/12/1967                                  | N°07 du 23/01/1968                      |                 | Télécharger une image |
| 02-006 | Site archéologique d’El-Azme         | Antique       | Ténès   | à géolocaliser | Classé                                      | Classé sur la liste des biens culturels par arrêté du 28/04/2013, après avis conforme de la commission nationale des biens culturels tenu le 14/01/2013.                    | N° 26 du 07/05/2014                     | Image manquante | Télécharger une image |
| 03-007 | Dar El Baroud (Ténès)                | Contemporaine | Ténès   | à géolocaliser | Inscription sur l'inventaire supplémentaire | Inscrit sur l’inventaire supplémentaire Arrêté signé par le wali N° 1895 du 25/07/2016                                                                                      | Arrêté non pub au journal officiel      | Image manquante | Télécharger une image |
| 02-008 | Minaret ras Ténès                    | Contemporaine | Ténès   | à géolocaliser | Inscription sur l'inventaire supplémentaire | Inscrit sur l’inventaire supplémentaire Arrêté signé par le wali N° 1895 du 25/07/2016                                                                                      | Arrêté non pub au journal officiel      |                 | Télécharger une image |
| 02-011 | Grottes de Sidi Merouane             | Préhistorique | Ténès   | à géolocaliser | Inscription sur l'inventaire supplémentaire | Inscrit sur inventaire supplémentaire Pv de réunion de la commission de wilaya des biens culturels en date du 05/01/2019                                                    | Arrêté non pub au journal officiel      | Image manquante | Télécharger une image |
| 02-012 | Nécropole phénicienne                | Antique       | Ténès   | à géolocaliser | Inscription sur l'inventaire supplémentaire | Inscrit sur inventaire supplémentaire Pv de réunion de la commission de wilaya des biens culturels en date du 05/01/2019                                                    | Arrêté non pub au journal officiel      |                 | Télécharger une image |
| 02-013 | Muraille de la ville de Ténès        | Contemporaine | Ténès   | à géolocaliser | Inscription sur l'inventaire supplémentaire | Inscrit sur inventaire supplémentaire Pv de réunion de la commission de wilaya des biens culturels en date du 05/01/2019                                                    | Arrêté non pub au journal officiel      |                 | Télécharger une image |
| 02-014 | Vieille ville de Ténès               | Médiévale     | Ténès   | à géolocaliser | Secteur sauvegardé                          | Créé et délimité en secteur sauvegardé par Décret Exécutif n° 07-276 du 18/09/2007, après avis favorable de la commission nationale des biens culturels tenu le 13/07/2005. | N° 58 du 19/09/2007                     |                 | Télécharger une image |

### Autres communes
| Id     | Identification du bien                           | Datation      | Commune         | Coordonnées    | Catégorie du classement                     | Mesures et date de protection | Date de publication au Journal Officiel | Illustration    |                       |
| ------ | ------------------------------------------------ | ------------- | --------------- | -------------- | ------------------------------------------- | --- | --------------------------------------- | --------------- | --------------------- |
| 02-001 | Dar El Baroud                                    | Moderne       | Chlef           | à géolocaliser | Classé                                      | Classé sur la liste des biens culturels par arrêté du 17/03/2010, après avis conforme de la commission nationale des biens culturels.     | N° 27 du 25/04/2010                     | Image manquante | Télécharger une image |
| 02-002 | Mosaïque de l’église dite de ( St Réparatus )    | Antique       | Chlef           | à géolocaliser | Classé                                      | Classé parmi les objets mobiliers classés en date du 20/12/1967, Conformément à l’article 62 de l’ordonnance N° 67-281 du 20/12/1967      | N°07 du 23/01/1968                      | Image manquante | Télécharger une image |
| 02-004 | Reste de la muraille –Ouest de la ville de Chlef | Antique       | Chlef           | à géolocaliser | Classé                                      | Classé sur la liste des biens culturels par arrêté du 17/03/2010, après avis conforme de la commission nationale des biens culturels.     | N° 27 du 25/04/2010.                    | Image manquante | Télécharger une image |
| 02-005 | Ruines romaines de la Kalaa des Ouled Abdallah   | Antique       | Taougrite       | à géolocaliser | Classé                                      | Classé parmi les sites et monuments historiques en date du 09/05/1905 Conformément à l’article 62 de l’ordonnance N° 67-281 du 20/12/1967 | N° 07 du 23/01/1968                     | Image manquante | Télécharger une image |
| 02-009 | Site archéologique Arsenaria                     | Antique       | El Marsa        | à géolocaliser | Inscription sur l'inventaire supplémentaire | Inscrit sur l’inventaire supplémentaire Arrêté signé par le wali N° 1894 du 25/07/2016                                                    | Arrêté non pub au journal officiel      | Image manquante | Télécharger une image |
| 02-010 | Dar El Kadi                                      | Contemporaine | Labiod Medjadja | à géolocaliser | Inscription sur l'inventaire supplémentaire | Inscrit sur inventaire supplémentaire Pv de réunion de la commission de wilaya des biens culturels en date du 05/01/2019                  | Arrêté non pub au journal officiel      | Image manquante | Télécharger une image |